# Sistema Telefónico Móvil Avanzado

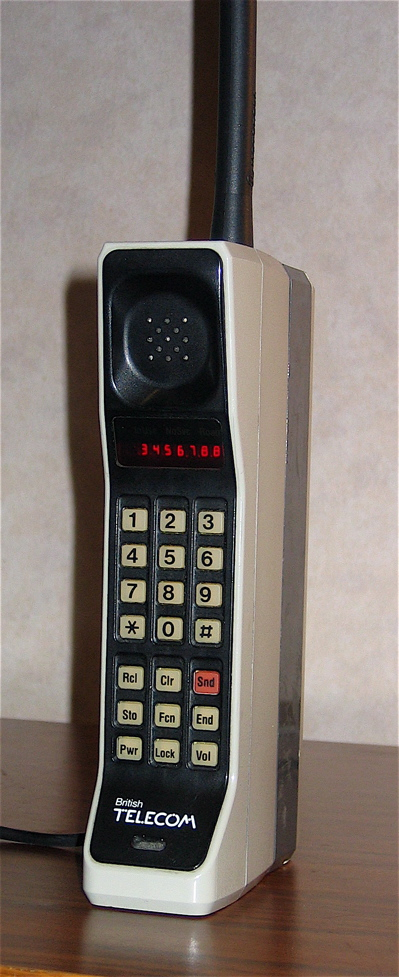
Teléfono móvil Motorola DynaTAC 8000X AMPS

El Sistema Telefónico Móvil Avanzado o AMPS (del inglés Advanced Mobile Phone System)  es un sistema de telefonía móvil de primera generación (1G, voz analógica) desarrollado por los laboratorios Bell. Se implementó por primera vez en 1983 en Estados Unidos. Se llegó a implantar también en Inglaterra y en Japón, con los nombres TACS y MCS-L1 respectivamente.

## Funcionamiento
AMPS y los sistemas telefónicos móviles del mismo tipo dividen el espacio geográfico en una red de celdas o simplemente celdas (en inglés cells, de ahí el nombre de telefonía celular), y utilizando un diverso número de frecuencias para las diferentes comunicaciones (FDMA) Se establecían "grupos de canales (o frecuencias)" de tal forma que las celdas adyacentes nunca compartan las mismas frecuencias, para evitar interferencias. Celdas suficientemente lejanas entre sí podían reutilizar canales, en ese caso ya no habría interferencia por la atenuación dada por la distancia entre celdas. 
Para poder establecerse la comunicación entre usuarios que ocupan distintas celdas se interconectan todas las estaciones base a un MTSO (Mobile Telephone Switching Office), también llamado MSC (Mobile Switching Center). A partir de allí se establece una jerarquía como la del sistema telefónico ordinario. El MTSO o MSC se ocupaba no solo de encaminar la llamada a una celda específica (en cuya área de cobertura se ubicaba el destinatario de la llamada) sino también de "perseguir" a dicho destinatario a través de las diferentes celdas para que la llamada no se interrumpa (ver handoff más abajo).

## Problemas
El uso de sistemas celulares da algunos problemas, como los que se plantean si el usuario cambia de celda mientras está hablando. AMPS prevé esto y logra mantener la comunicación activa, siempre y cuando haya canales disponibles en la celda en la que se entra. Esta transferencia de celda (en inglés denominada handoff) se basa en analizar la potencia de la señal emitida por el móvil y recibida en las distintas estaciones base; y es coordinada por la MTSO en un trabajo continuo. Depende del modo en el que se haga puede cortarse la comunicación unos 300 ms para reanudarse inmediatamente después, o puede ser completamente inapreciable para el usuario.
AMPS usa 832 canales dobles, formados por 832 simples de bajada y otros 832 simples de subida, cada uno de ellos con un ancho de banda de 30kHz, frente a los 200kHz de sistemas como GSM. La banda de frecuencias usada va de 824 a 849 MHz para los canales de transmisión y de 869 a 894 MHz para los canales de recepción. No todos los canales se usan para comunicación de los usuarios, sino que algunos canales son destinados a control, a asignación de canales de conversación y para alertar de llamadas entrantes.
AMPS pertenece a la primera generación de telefonía móvil con una característica muy importante: la capacidad de alternar entre radiobases en zonas distantes sin perder la conexión.

## Uso actual
AMPS terminó reemplazado por los sistemas digitales tales como GSM y D-AMPS (que no es más que AMPS en digital), pero es un sistema de importancia histórica capital para el desarrollo de las comunicaciones móviles por el éxito obtenido y por las ideas novedosas que aportó.
Actualmente muchas operadoras todavía la usan como tecnología de respaldo, ya que a igual número de celdas cubría más territorio que las digitales TDMA, GSM y CDMA, sin embargo, al ser un sistema análogico, AMPS no es compatible con servicio de mensajería corta de texto ni ningún tipo de datos. Se intentó en algún momento implementar CDPD para transmisión de datos (en los canales no utilizados para comunicaciones de voz), sin embargo, con la proliferación de nuevas tecnologías como GPRS a mediados de los 90, que podía transmitir datos a una velocidad superior y menor costo, CDPD ha caído en desuso. 
Las operadoras fueron dando de baja sus redes AMPS:
- Telcel de México por ejemplo, tiene una red AMPS compartida con una TDMA de 800 MHz y GSM en 1900 MHz (PCS).
- Movilnet de Venezuela utilizó CDMA2000 y TDMA en conjunto. Este último fue apagado y se está realizando una inversión para implantar una red GSM en 850 y 1900 MHz en el año 2008.
- Verizon Communications en República Dominicana la descartó migrando a CDMA2000 en 1900 MHz para dejarla en desuso.
- Movicom en Argentina fue pionera en la utilización de esta tecnología desde 1989, ampliando su red a otros sistemas con el avance de los nuevos desarrollos en telefonía celular.